# Dionisio Herrera
 (mai 2024).
Si vous disposez d'ouvrages ou d'articles de référence ou si vous connaissez des sites web de qualité traitant du thème abordé ici, merci de compléter l'article en donnant les références utiles à sa vérifiabilité et en les liant à la section « Notes et références ».
José Dionisio de la Trinidad de Herrera y Díaz del Valle né le 9 octobre 1781 à Choluteca (Honduras) et mort le 13 juin 1850 à San Vicente (El Salvador), est un homme politique libéral, président du Honduras  de 1824 à 1827, puis du Nicaragua de 1830 à 1833 pendant la période de fédéralisme des États d'Amérique centrale. Dionisio Herrera est l'oncle et tuteur de Francisco Morazán.

## Biographie
Issu d'une famille de propriétaires fonciers, Herrera étudie à l'Université de San Carlos de Guatemala, où il obtient un diplôme de droit. Au cours de ses études, il adopte les idées libérales de la Révolution française.
En 1820, il occupe sa première fonction publique en tant que secrétaire du gouvernement de la ville de Tegucigalpa. Le 16 septembre 1824, alors que l'indépendance de l'Amérique centrale est reconnue par l'Espagne et le Mexique, il devient le premier chef d'État du Honduras. Le colonel José Justo Milla en est le vice-président. Pendant son mandat, il crée les subdivisions territoriales du pays : les départements de Comayagua, Tegucigalpa, Santa Bárbara, Yoro, Olancho, Choluteca. Il promulgue la première constitution du pays le 11 décembre 1825.
Le gouvernement de Herrera est renversé le 10 mai 1827 par un coup d'État dirigé par le colonel Milla soutenu par les conservateurs. Herrera est envoyé prisonnier au Guatemala, où il reste jusqu'en 1829.
Par la suite, il est élu chef de l'État du Nicaragua et entre en fonction le 12 mai 1830. Il exerce cette fonction jusqu'en novembre 1833 en s'appuyant sur le soutien de son neveu le général Morazán. Il a essayé de mettre en œuvre diverses réformes libérales, mais sans succès en raison de l'opposition du clergé catholique. En 1835 il est élu chef de l'État du Salvador, mais a renoncé à exercer la fonction. En 1838, il se retire de la vie politique et travaille comme professeur dans la ville de San Vicente, El Salvador. Il y reste jusqu'à sa mort en 1850.

## Source
- (en) Cet article est partiellement ou en totalité issu de l’article de Wikipédia en anglais intitulé « Dionisio Herrera » (voir la liste des auteurs).